# La Candelaria, San Luis Potosí
La Candelaria är en ort i Mexiko.   Den ligger i kommunen Tampamolón Corona och delstaten San Luis Potosí, i den centrala delen av landet, 250 km norr om huvudstaden Mexico City. La Candelaria ligger 225 meter över havet och antalet invånare är 119.
Terrängen runt La Candelaria är platt österut, men västerut är den kuperad. Runt La Candelaria är det ganska tätbefolkat, med 58 invånare per kvadratkilometer. Närmaste större samhälle är Tanquián de Escobedo, 15,2 km öster om La Candelaria. Omgivningarna runt La Candelaria är en mosaik av jordbruksmark och naturlig växtlighet.